# Jutholmen
Jutholmen ist eine kleine schwedische Insel etwa 500 Meter südlich von Dalarö in der Gemeinde Haninge in Stockholms südlichem Archipel.
Jutholmen hat eine Fläche von 2,3 Hektar. Die Insel ist das ganze Jahr über bewohnt und verfügt außerdem über ein dichtes Ferienhausnetz. Insgesamt gibt es 19 Objekte mit rund 70 Gebäuden, die hauptsächlich im Sommer genutzt werden. Es wird vermutet, dass ein erhaltenes Cottage auf der Insel aus dem frühen 18. Jahrhundert stammt. Jutholmen, das autofrei ist, wird täglich mit dem Schärenschiff bedient.

## Quellen

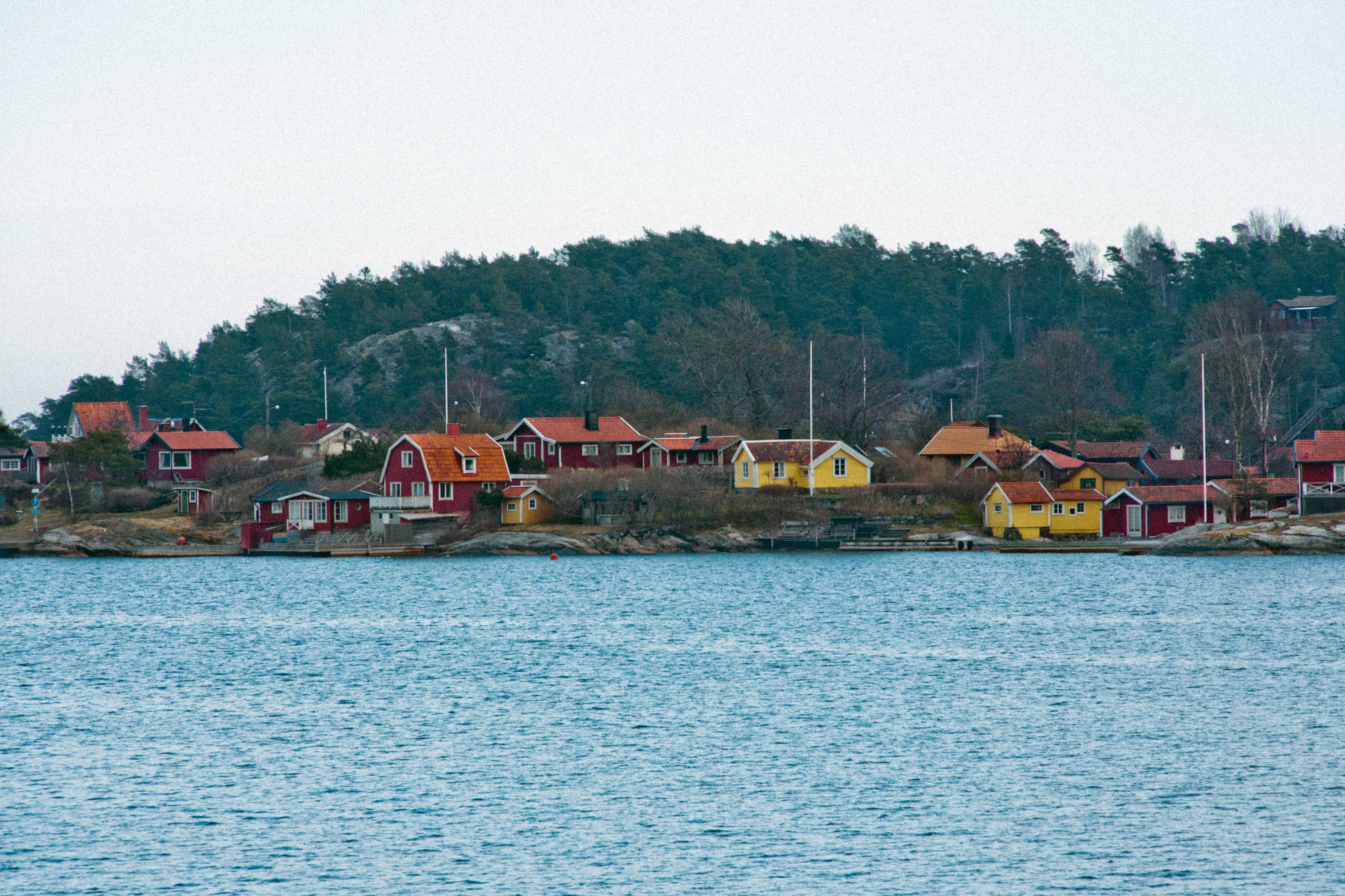
Jutholmen Anlegestelle